# Geocharis olisipensis
Geocharis olisipensis – gatunek chrząszcza z rodziny biegaczowatych i podrodziny Trechinae.

## Taksonomia
Gatunek ten został opisany w 1936 roku przez Arturo Schatzmayra jako Anillus olisipensis

## Opis
Chrząszcz bezoki i bezskrzydły. Pokrywy o górnej części (dysku) z jedną: tylną lub dwiema: środkową i tylną, parami szczecinek. Wewnętrzna krawędź tylnych ud nieuzbrojona (bez ząbków). Edeagus sierpowaty w widoku bocznym i o spiczastym wierzchołku środkowego płata. W woreczku wewnętrznym edeagusa widoczny zwinięty skleryt. Lewa paramera opatrzony jest dwiema szczecinkami wierzchołkowymi, a jej krawędź nasodowo-grzbietowa nie jest rozbudowana. Z G. falcipenis łączy ten gatunek większość cech morfologicznych.

## Rozprzestrzenienie
Gatunek palearktyczny, endemiczny dla Portugalii.